# برج نويويرك الكبير
برج نويويرك الكبير هو أهم مبنى في جزيرة نورك المنتمية إلى هامبورغ. يعد هذا البرج من أقدم المباني في جميع انحاء العلم واكتمل بناءه في عام 1310، تم استخدامه كمنارة بين أعوام (1814-1-2014) وما زال قائماً حتى الآن. كان يستخدم كبرج مراقية وكمنارة كما تعد أقدم مبنى في هامبورغ وأقدم مبنى علماني على الساحل الألماني.

## معرض صور

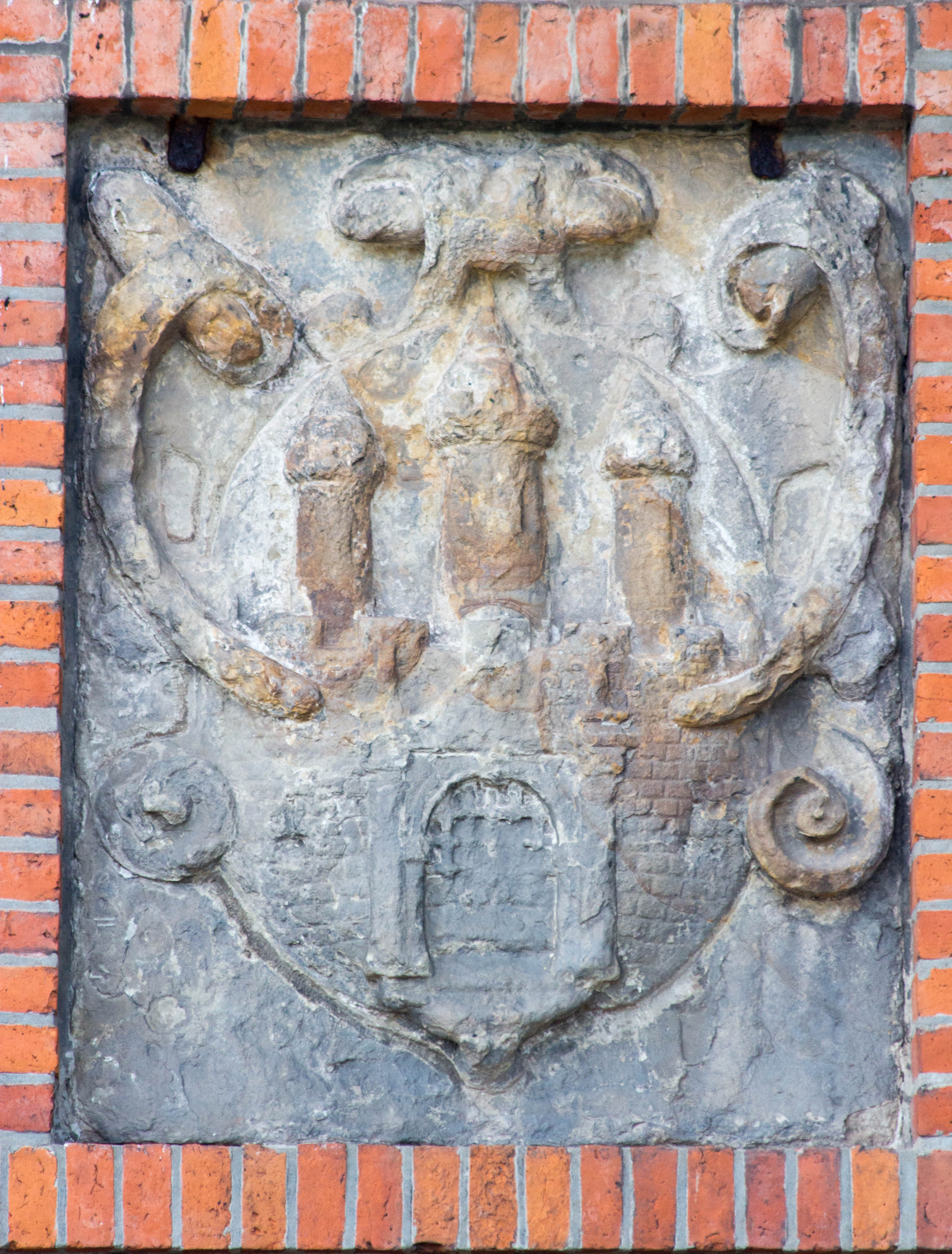
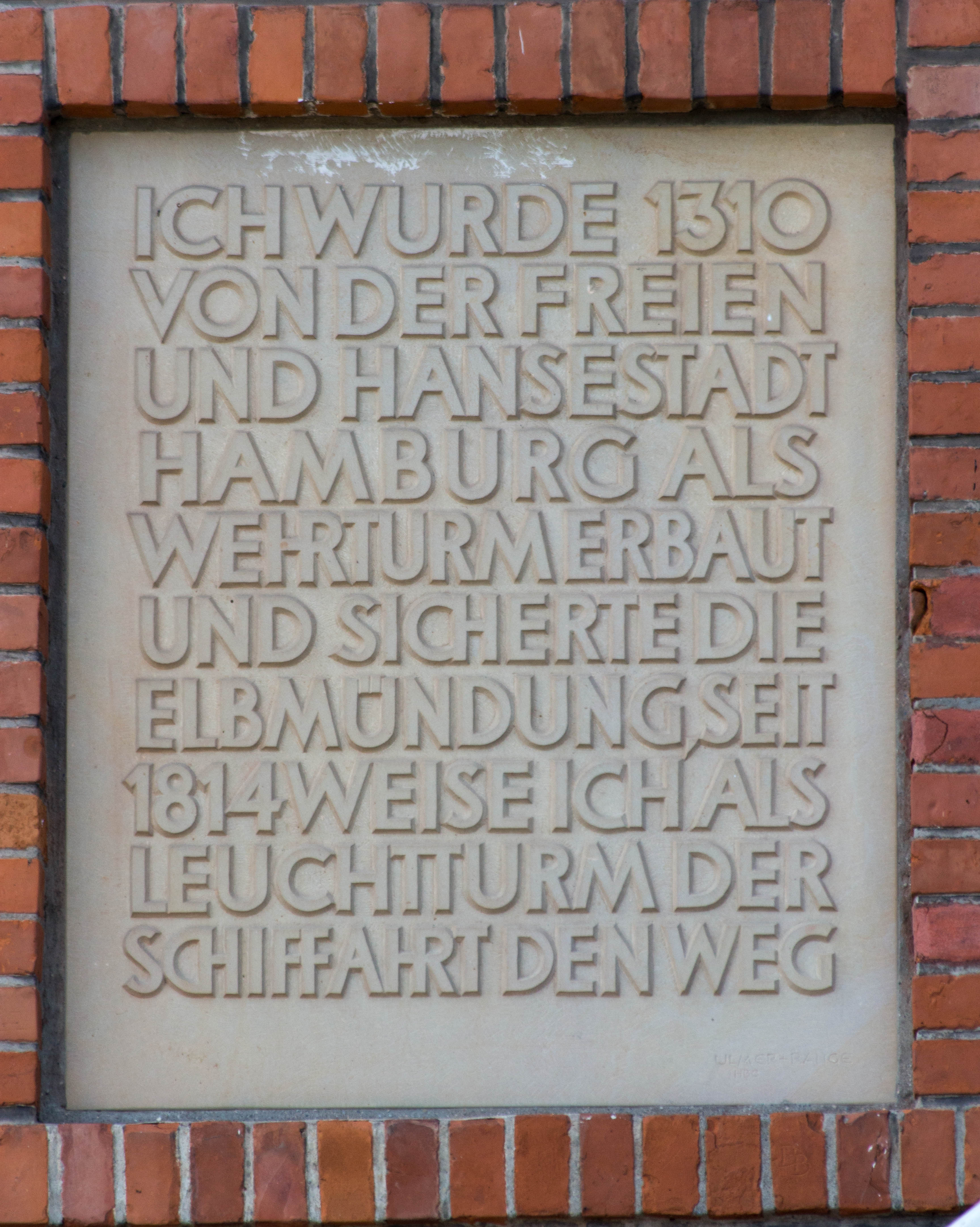
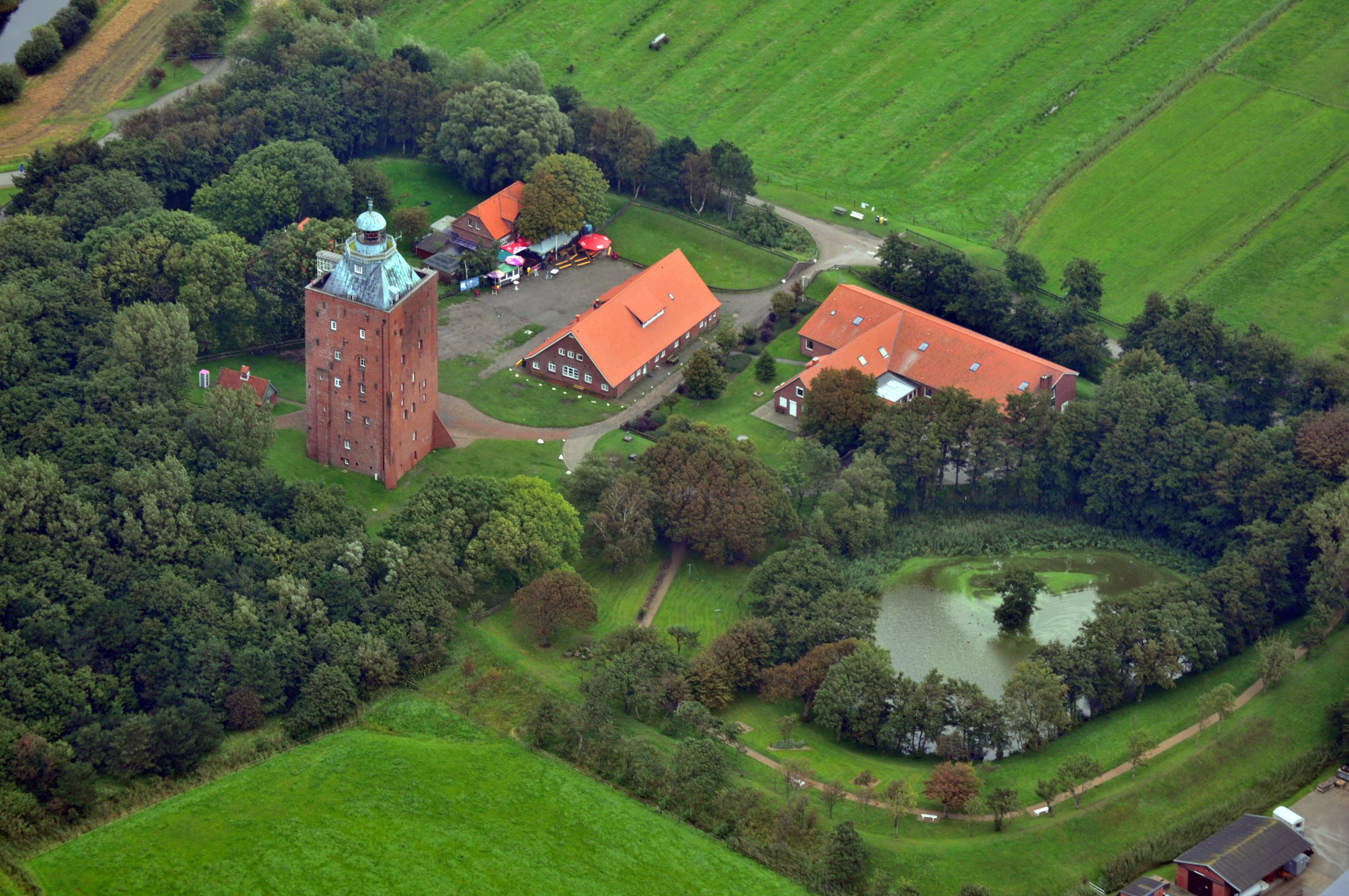